# Expedition 6

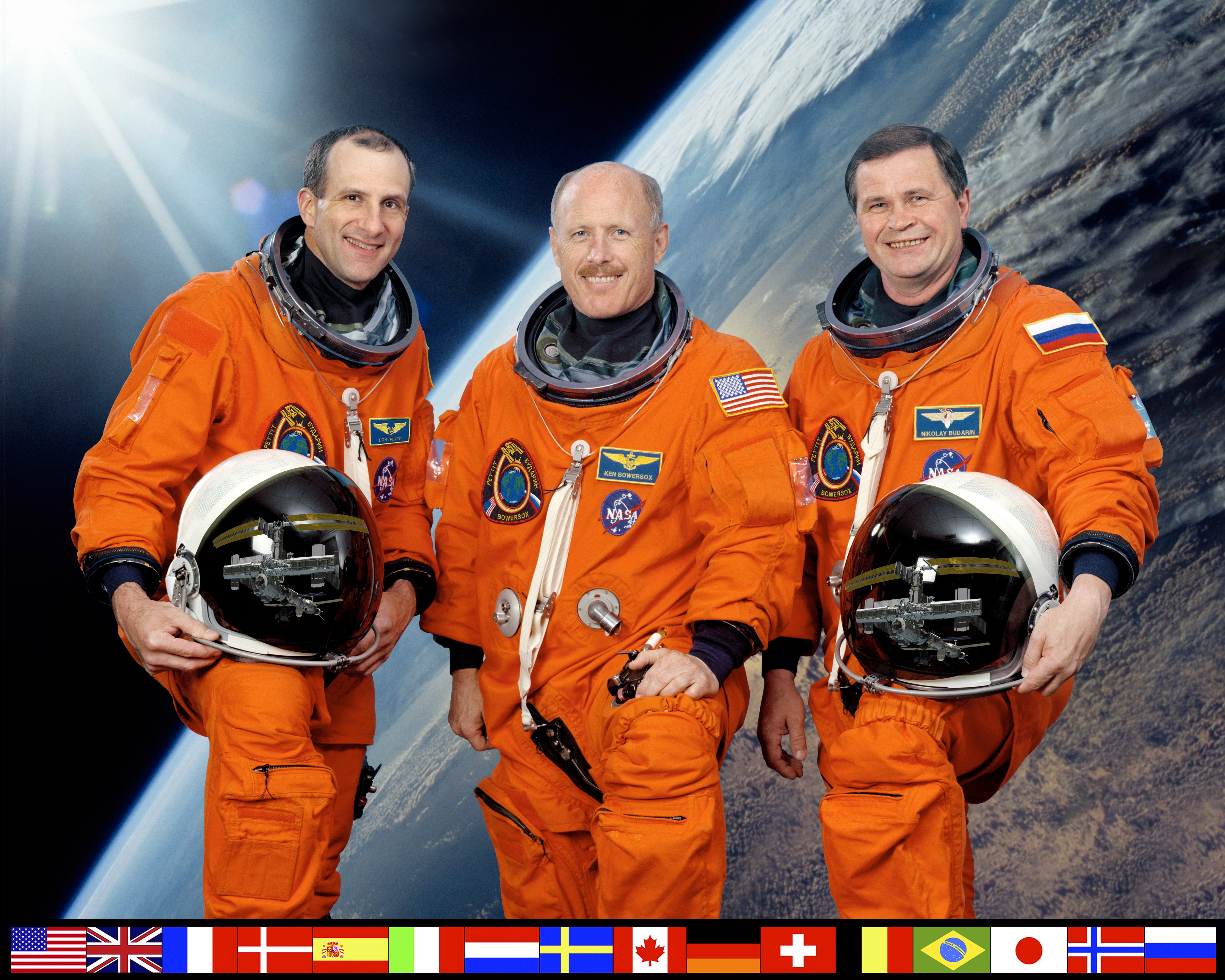
Expedition 6 besättning.

Expedition 6 var den 6:e expeditionen till Internationella rymdstationen (ISS). Expeditionen började den 25 november 2002 med att rymdfärjan Endeavour under flygningen STS-113 återvände till jorden med Expedition 5:s besättning. Expedition avslutades den 3 maj 2003 då Sojuz TMA-1 återvände till jorden med Expedition 6:s besättning.

## Besättning
| Position       | (25 november 2002 - 3 maj 2003)               |
| -------------- | --------------------------------------------- |
| Befälhavare    | Kenneth D. Bowersox, NASA Hans femte rymdfärd |
| Flygingenjör 1 | Nikolai Budarin, RSA Hans tredje rymdfärd     |
| Flygingenjör 2 | Donald R. Pettit, NASA Hans första rymdfärd   |